# Inbetween
Inbetween är ett studioalbum av den svenska popgruppen Bubbles, släppt den 4 november 2002. Det producerade två hitsinglar på den Sverigetopplistan. Låten "Somewhere" kom in på listorna den 26 april 2002. Den nådde en topp som plats 10 och låg kvar på listorna i 12 veckor och ingick även i Ice Age-filmen. Sedan den 24 oktober 2002 kom "Round 'N' Round" in på listorna och nådde sin topp som plats 30.

## Låtlista

### CD 1
| 1.           | Excited                              | John Ballard  | 3:02  |
| 2.           | What's Done is Done                  | John Ballard  | 2:58  |
| 3.           | Round 'N' Round                      | Axel Breitung | 3:36  |
| 4.           | Crazy                                | Axel Breitung | 3:40  |
| 5.           | Somewhere (Danceversion)             | Axel Breitung | 3:45  |
| 6.           | Fall in Love                         | John Ballard  | 3:39  |
| 7.           | Rock the World (2002 Reggae-version) | John Ballard  | 2:50  |
| 8.           | The Only Way is Up                   | John Ballard  | 2:51  |
| 9.           | Get Down                             | John Ballard  | 2:59  |
| 10.          | You                                  | John Ballard  | 3:26  |
| 11.          | Save Me                              | John Ballard  | 3:09  |
| Total längd: | Total längd:                         | Total längd:  | 35:55 |

### CD 2
| 1.           | Round 'N' Round | 3:36 |
| 2.           | Somewhere       | 3:38 |
| Total längd: | Total längd:    | 7:14 |

| 1.           | Round 'N' Round                      | 2:51  |
| 2.           | What's Done is Done                  | 2:55  |
| 3.           | You                                  | 3:26  |
| 4.           | The Only Way is Up                   | 2:50  |
| 5.           | Excited                              | 3:01  |
| 6.           | Fall in Love                         | 3:38  |
| 7.           | Rock the World (2002 Reggae-version) | 2:51  |
| 8.           | Crazy                                | 3:40  |
| Total längd: | Total längd:                         | 25:57 |

| 1.           | Rock the World (2002 Danceversion) | 3:35  |
| 2.           | Somewhere (Radioversion)           | 3:38  |
| 3.           | What's Done is Done (Remix)        | 3:05  |
| 4.           | Fall in Love (Remix)               | 3:18  |
| 5.           | Excited (Remix)                    | 3:22  |
| 6.           | Crazy (Utökad Version)             | 5:06  |
| Total längd: | Total längd:                       | 22:05 |